# Wenceel Pérez
Wenceel Xavier Pérez (Azua, República Dominicana, 30 de octubre de 1999), más conocido como Wenceel Pérez, es un jugador profesional dominicano de béisbol que se desempeña en la posición de jardinero derecho en Detroit Tigers, equipo de las Grandes Ligas de Béisbol (MLB).

## Carrera
En 2024, Pérez hizo su debut en la MLB con el equipo Detroit Tigers, donde lleva jugando una temporada.